# グランドスラム女子シングルス優勝者一覧
グランドスラム女子シングルス優勝者一覧（グランドスラムじょしシングルスゆうしょうしゃいちらんList of Grand Slam women's singles champions）は、テニスのグランドスラム4大大会（全豪オープン・全仏オープン・ウィンブルドン選手権・全米オープン）の女子シングルスにおける優勝者の一覧である。

## オープン化前
| 年     | 全豪オープン                         | 全仏オープン                             | ウィンブルドン                               | 全米オープン                             |
| ------ | ------------------------------------ | ---------------------------------------- | -------------------------------------------- | ---------------------------------------- |
| 1884年 |                                      |                                          | モード・ワトソン (1/2)                       |                                          |
| 1885年 |                                      |                                          | モード・ワトソン (2/2)                       |                                          |
| 1886年 |                                      |                                          | ブランチ・ビングリー (1/6)                   |                                          |
| 1887年 |                                      |                                          | ロッティ・ドッド (1/5)                       | エレン・ハンセル                         |
| 1888年 |                                      |                                          | ロッティ・ドッド (2/5)                       | バーサ・タウンゼント (1/2)               |
| 1889年 |                                      |                                          | ブランチ・ビングリー (2/6)                   | バーサ・タウンゼント (2/2)               |
| 1890年 |                                      |                                          | レナ・ライス                                 | エレン・ルーズベルト                     |
| 1891年 |                                      |                                          | ロッティ・ドッド (3/5)                       | マーベル・カーヒル (1/2)                 |
| 1892年 |                                      |                                          | ロッティ・ドッド (4/5)                       | マーベル・カーヒル (2/2)                 |
| 1893年 |                                      |                                          | ロッティ・ドッド (5/5)                       | アリーン・テリー                         |
| 1894年 |                                      |                                          | ブランチ・ビングリー (3/6)                   | ヘレン・ヘルウィッグ                     |
| 1895年 |                                      |                                          | シャーロット・クーパー (1/5)                 | ジュリエット・アトキンソン (1/3)         |
| 1896年 |                                      |                                          | シャーロット・クーパー (2/5)                 | エリザベス・ムーア (1/4)                 |
| 1897年 |                                      | フランソワーズ・マッソン (1/5)           | ブランチ・ビングリー (4/6)                   | ジュリエット・アトキンソン (2/3)         |
| 1898年 |                                      | フランソワーズ・マッソン (2/5)           | シャーロット・クーパー (3/5)                 | ジュリエット・アトキンソン (3/3)         |
| 1899年 |                                      | フランソワーズ・マッソン (3/5)           | ブランチ・ビングリー (5/6)                   | マリオン・ジョーンズ (1/2)               |
| 1900年 |                                      | エレーヌ・プレボー                       | ブランチ・ビングリー (6/6)                   | マートル・マカティアー                   |
| 1901年 |                                      | スザンヌ・ジロ                           | シャーロット・クーパー (4/5)                 | エリザベス・ムーア (2/4)                 |
| 1902年 |                                      | フランソワーズ・マッソン (4/5)           | ミュリエル・ロブ                             | マリオン・ジョーンズ (2/2)               |
| 1903年 |                                      | フランソワーズ・マッソン (5/5)           | ドロテア・ダグラス・チェンバース (1/7)       | エリザベス・ムーア (3/4)                 |
| 1904年 |                                      | ケイト・ギロー (1/4)                     | ドロテア・ダグラス・チェンバース (2/7)       | メイ・サットン (1/3)                     |
| 1905年 |                                      | ケイト・ギロー (2/4)                     | メイ・サットン (2/3)                         | エリザベス・ムーア (4/4)                 |
| 1906年 |                                      | ケイト・ギロー (3/4)                     | ドロテア・ダグラス・チェンバース (3/7)       | ヘレン・ホーマンズ                       |
| 1907年 |                                      | ケルメル伯爵夫人                         | メイ・サットン (3/3)                         | イブリン・シアーズ                       |
| 1908年 |                                      | ケイト・ギロー (4/4)                     | シャーロット・クーパー (5/5)                 | モード・バーガー＝ウォラック             |
| 1909年 |                                      | ジーン・マシー (1/4)                     | ドラ・ブースビー                             | ヘイゼル・ホッチキス・ワイトマン (1/4)   |
| 1910年 |                                      | ジーン・マシー (2/4)                     | ドロテア・ダグラス・チェンバース (4/7)       | ヘイゼル・ホッチキス・ワイトマン (2/4)   |
| 1911年 |                                      | ジーン・マシー (3/4)                     | ドロテア・ダグラス・チェンバース (5/7)       | ヘイゼル・ホッチキス・ワイトマン (3/4)   |
| 1912年 |                                      | ジーン・マシー (4/4)                     | エセル・トムソン・ラーコム                   | メアリー・ブラウン (1/3)                 |
| 1913年 |                                      | マルグリット・ブロクディス (1/2)         | ドロテア・ダグラス・チェンバース (6/7)       | メアリー・ブラウン (2/3)                 |
| 1914年 |                                      | マルグリット・ブロクディス (2/2)         | ドロテア・ダグラス・チェンバース (7/7)       | メアリー・ブラウン (3/3)                 |
| 1915年 |                                      |                                          |                                              | モーラ・マロリー (1/8)                   |
| 1916年 |                                      |                                          |                                              | モーラ・マロリー (2/8)                   |
| 1917年 |                                      |                                          |                                              | モーラ・マロリー (3/8)                   |
| 1918年 |                                      |                                          |                                              | モーラ・マロリー (4/8)                   |
| 1919年 |                                      |                                          | スザンヌ・ランラン (1/12)                    | ヘイゼル・ホッチキス・ワイトマン (4/4)   |
| 1920年 |                                      | スザンヌ・ランラン (2/12)                | スザンヌ・ランラン (3/12)                    | モーラ・マロリー (5/8)                   |
| 1921年 |                                      | スザンヌ・ランラン (4/12)                | スザンヌ・ランラン (5/12)                    | モーラ・マロリー (6/8)                   |
| 1922年 | マーガレット・モールズワース (1/2)   | スザンヌ・ランラン (6/12)                | スザンヌ・ランラン (7/12)                    | モーラ・マロリー (7/8)                   |
| 1923年 | マーガレット・モールズワース (2/2)   | スザンヌ・ランラン (8/12)                | スザンヌ・ランラン (9/12)                    | ヘレン・ウィルス・ムーディ (1/19)        |
| 1924年 | シルビア・ランス・ハーパー           | ジュリー・ブラスト                       | キャスリーン・マッケイン・ゴッドフリー (1/2) | ヘレン・ウィルス・ムーディ (2/19)        |
| 1925年 | ダフネ・アクハースト (1/5)           | スザンヌ・ランラン ** (10/12)            | スザンヌ・ランラン (11/12)                   | ヘレン・ウィルス・ムーディ (3/19)        |
| 1926年 | ダフネ・アクハースト (2/5)           | スザンヌ・ランラン (12/12)               | キャスリーン・マッケイン・ゴッドフリー (2/2) | モーラ・マロリー (8/8)                   |
| 1927年 | エスナ・ボイド                       | コルネリア・ボウマン                     | ヘレン・ウィルス・ムーディ (4/19)            | ヘレン・ウィルス・ムーディ (5/19)        |
| 1928年 | ダフネ・アクハースト (3/5)           | ヘレン・ウィルス・ムーディ (6/19)        | ヘレン・ウィルス・ムーディ (7/19)            | ヘレン・ウィルス・ムーディ (8/19)        |
| 1929年 | ダフネ・アクハースト (4/5)           | ヘレン・ウィルス・ムーディ (9/19)        | ヘレン・ウィルス・ムーディ (10/19)           | ヘレン・ウィルス・ムーディ (11/19)       |
| 1930年 | ダフネ・アクハースト (5/5)           | ヘレン・ウィルス・ムーディ (12/19)       | ヘレン・ウィルス・ムーディ (13/19)           | ベティ・ナットール                       |
| 1931年 | コラル・バッツワース (1/2)           | シリー・アウセム (1/2)                   | シリー・アウセム (2/2)                       | ヘレン・ウィルス・ムーディ (14/19)       |
| 1932年 | コラル・バッツワース (2/2)           | ヘレン・ウィルス・ムーディ (15/19)       | ヘレン・ウィルス・ムーディ (16/19)           | ヘレン・ジェイコブス (1/5)               |
| 1933年 | ジョーン・ハーティガン (1/3)         | マーガレット・スクリブン (1/2)           | ヘレン・ウィルス・ムーディ (17/19)           | ヘレン・ジェイコブス (2/5)               |
| 1934年 | ジョーン・ハーティガン (2/3)         | マーガレット・スクリブン (2/2)           | ドロシー・ラウンド (1/3)                     | ヘレン・ジェイコブス (3/5)               |
| 1935年 | ドロシー・ラウンド (2/3)             | ヒルデ・スパーリング (1/3)               | ヘレン・ウィルス・ムーディ (18/19)           | ヘレン・ジェイコブス (4/5)               |
| 1936年 | ジョーン・ハーティガン (3/3)         | ヒルデ・スパーリング (2/3)               | ヘレン・ジェイコブス (5/5)                   | アリス・マーブル (1/5)                   |
| 1937年 | ナンシー・ウィン・ボルトン (1/6)     | ヒルデ・スパーリング (3/3)               | ドロシー・ラウンド (3/3)                     | アニタ・リザナ                           |
| 1938年 | ドロシー・バンディ                   | シモーヌ・マチュー (1/2)                 | ヘレン・ウィルス・ムーディ (19/19)           | アリス・マーブル (2/5)                   |
| 1939年 | エミリー・フッド・ウェスタコット     | シモーヌ・マチュー (2/2)                 | アリス・マーブル (3/5)                       | アリス・マーブル (4/5)                   |
| 1940年 | ナンシー・ウィン・ボルトン (2/6)     |                                          |                                              | アリス・マーブル (5/5)                   |
| 1941年 |                                      | アリス・ヴァイワーズ (1/2)               |                                              | サラ・ポールフリー (1/2)                 |
| 1942年 |                                      | アリス・ヴァイワーズ (2/2)               |                                              | ポーリーン・ベッツ (1/5)                 |
| 1943年 |                                      | シモーヌ・ラファルグ                     |                                              | ポーリーン・ベッツ (2/5)                 |
| 1944年 |                                      | レイモンド・ヴェベール・ジョーンズ       |                                              | ポーリーン・ベッツ (3/5)                 |
| 1945年 |                                      | ロレット・パヨ                           |                                              | サラ・ポールフリー (2/2)                 |
| 1946年 | ナンシー・ウィン・ボルトン (3/6)     | マーガレット・オズボーン・デュポン (1/6) | ポーリーン・ベッツ (4/5)                     | ポーリーン・ベッツ (5/5)                 |
| 1947年 | ナンシー・ウィン・ボルトン (4/6)     | パトリシア・カニング・トッド             | マーガレット・オズボーン・デュポン (2/6)     | ルイーズ・ブラフ (1/6)                   |
| 1948年 | ナンシー・ウィン・ボルトン (5/6)     | ネリー・アダムソン・ランドリー           | ルイーズ・ブラフ (2/6)                       | マーガレット・オズボーン・デュポン (3/6) |
| 1949年 | ドリス・ハート (1/6)                 | マーガレット・オズボーン・デュポン (4/6) | ルイーズ・ブラフ (3/6)                       | マーガレット・オズボーン・デュポン (5/6) |
| 1950年 | ルイーズ・ブラフ (4/6)               | ドリス・ハート (2/6)                     | ルイーズ・ブラフ (5/6)                       | マーガレット・オズボーン・デュポン (6/6) |
| 1951年 | ナンシー・ウィン・ボルトン (6/6)     | シャーリー・フライ (1/4)                 | ドリス・ハート (3/6)                         | モーリーン・コノリー (1/9)               |
| 1952年 | テルマ・コイン・ロング (1/2)         | ドリス・ハート (4/6)                     | モーリーン・コノリー (2/9)                   | モーリーン・コノリー (3/9)               |
| 1953年 | モーリーン・コノリー (4/9)           | モーリーン・コノリー (5/9)               | モーリーン・コノリー (6/9)                   | モーリーン・コノリー (7/9)               |
| 1954年 | テルマ・コイン・ロング (2/2)         | モーリーン・コノリー (8/9)               | モーリーン・コノリー (9/9)                   | ドリス・ハート (5/6)                     |
| 1955年 | ベリル・ペンローズ                   | アンジェラ・モーティマー (1/3)           | ルイーズ・ブラフ (6/6)                       | ドリス・ハート (6/6)                     |
| 1956年 | メアリー・カーター・レイタノ (1/2)   | アリシア・ギブソン (1/5)                 | シャーリー・フライ (2/4)                     | シャーリー・フライ (3/4)                 |
| 1957年 | シャーリー・フライ (4/4)             | シャーリー・ブルーマー                   | アリシア・ギブソン (2/5)                     | アリシア・ギブソン (3/5)                 |
| 1958年 | アンジェラ・モーティマー (2/3)       | ジュジャ・ケルメツィ                     | アリシア・ギブソン (4/5)                     | アリシア・ギブソン (5/5)                 |
| 1959年 | メアリー・カーター・レイタノ (2/2)   | クリスティン・トルーマン                 | マリア・ブエノ (1/7)                         | マリア・ブエノ (2/7)                     |
| 1960年 | マーガレット・スミス・コート (1/24)  | ダーリーン・ハード (1/3)                 | マリア・ブエノ (3/7)                         | ダーリーン・ハード (2/3)                 |
| 1961年 | マーガレット・スミス・コート (2/24)  | アン・ヘイドン＝ジョーンズ (1/3)         | アンジェラ・モーティマー (3/3)               | ダーリーン・ハード (3/3)                 |
| 1962年 | マーガレット・スミス・コート (3/24)  | マーガレット・スミス・コート (4/24)      | カレン・サスマン                             | マーガレット・スミス・コート (5/24)      |
| 1963年 | マーガレット・スミス・コート (6/24)  | レスリー・ターナー (1/2)                 | マーガレット・スミス・コート (7/24)          | マリア・ブエノ (4/7)                     |
| 1964年 | マーガレット・スミス・コート (8/24)  | マーガレット・スミス・コート (9/24)      | マリア・ブエノ (5/7)                         | マリア・ブエノ (6/7)                     |
| 1965年 | マーガレット・スミス・コート (10/24) | レスリー・ターナー (2/2)                 | マーガレット・スミス・コート (11/24)         | マーガレット・スミス・コート (12/24)     |
| 1966年 | マーガレット・スミス・コート (13/24) | アン・ヘイドン＝ジョーンズ (2/3)         | ビリー・ジーン・キング (1/12)                | マリア・ブエノ (7/7)                     |
| 1967年 | ナンシー・リッチー (1/2)             | フランソワーズ・デュール                 | ビリー・ジーン・キング (2/12)                | ビリー・ジーン・キング (3/12)            |

| 年間グランドスラム達成 |
| 年間グランドスラム3冠  |
| 年間グランドスラム2冠  |

- **1925年全仏オープン国際化

## オープン化後
| 年     | 全豪オープン                         | 全仏オープン                                | ウィンブルドン                       | 全米オープン                           |
| ------ | ------------------------------------ | ------------------------------------------- | ------------------------------------ | -------------------------------------- |
| 1968年 | ビリー・ジーン・キング (4/12)        | オープン化時代開始 ナンシー・リッチー (2/2) | ビリー・ジーン・キング (5/12)        | バージニア・ウェード (1/3)             |
| 1969年 | マーガレット・スミス・コート (14/24) | マーガレット・スミス・コート (15/24)        | アン・ヘイドン＝ジョーンズ (3/3)     | マーガレット・スミス・コート (16/24)   |
| 1970年 | マーガレット・スミス・コート (17/24) | マーガレット・スミス・コート (18/24)        | マーガレット・スミス・コート (19/24) | マーガレット・スミス・コート (20/24)   |
| 1971年 | マーガレット・スミス・コート (21/24) | イボンヌ・グーラゴング (1/7)                | イボンヌ・グーラゴング (2/7)         | ビリー・ジーン・キング (6/12)          |
| 1972年 | バージニア・ウェード (2/3)           | ビリー・ジーン・キング (7/12)               | ビリー・ジーン・キング (8/12)        | ビリー・ジーン・キング (9/12)          |
| 1973年 | マーガレット・スミス・コート (22/24) | マーガレット・スミス・コート (23/24)        | ビリー・ジーン・キング (10/12)       | マーガレット・スミス・コート (24/24)   |
| 1974年 | イボンヌ・グーラゴング (3/7)         | クリス・エバート (1/18)                     | クリス・エバート (2/18)              | ビリー・ジーン・キング (11/12)         |
| 1975年 | イボンヌ・グーラゴング (4/7)         | クリス・エバート (3/18)                     | ビリー・ジーン・キング (12/12)       | クリス・エバート (4/18)                |
| 1976年 | イボンヌ・グーラゴング (5/7)         | スー・バーカー                              | クリス・エバート (5/18)              | クリス・エバート (6/18)                |
| 1977年 | ケリー・レイド (Jan)                 | ミマ・ヤウソベッツ                          | バージニア・ウェード (3/3)           | クリス・エバート (7/18)                |
| 1977年 | イボンヌ・グーラゴング (6/7) (Dec)   | ミマ・ヤウソベッツ                          | バージニア・ウェード (3/3)           | クリス・エバート (7/18)                |
| 1978年 | クリス・オニール ††                  | バージニア・ルジッチ                        | マルチナ・ナブラチロワ (1/18)        | クリス・エバート (8/18)                |
| 1979年 | バーバラ・ジョーダン ††              | クリス・エバート (9/18)                     | マルチナ・ナブラチロワ (2/18)        | トレーシー・オースチン (1/2)           |
| 1980年 | ハナ・マンドリコワ (1/4) ††          | クリス・エバート (10/18)                    | イボンヌ・グーラゴング (7/7)         | クリス・エバート (11/18)               |
| 1981年 | マルチナ・ナブラチロワ (3/18) ††     | ハナ・マンドリコワ (2/4)                    | クリス・エバート (12/18)             | トレーシー・オースチン (2/2)           |
| 1982年 | クリス・エバート (14/18) ††          | マルチナ・ナブラチロワ (4/18)               | マルチナ・ナブラチロワ (5/18)        | クリス・エバート (13/18)               |
| 1983年 | マルチナ・ナブラチロワ (8/18) ††     | クリス・エバート (15/18)                    | マルチナ・ナブラチロワ (6/18)        | マルチナ・ナブラチロワ (7/18)          |
| 1984年 | クリス・エバート (16/18) ††          | マルチナ・ナブラチロワ (9/18)               | マルチナ・ナブラチロワ (10/18)       | マルチナ・ナブラチロワ (11/18)         |
| 1985年 | マルチナ・ナブラチロワ (13/18) ††    | クリス・エバート (17/18)                    | マルチナ・ナブラチロワ (12/18)       | ハナ・マンドリコワ (3/4)               |
| 1986年 |                                      | クリス・エバート (18/18)                    | マルチナ・ナブラチロワ (14/18)       | マルチナ・ナブラチロワ (15/18)         |
| 1987年 | ハナ・マンドリコワ (4/4)             | シュテフィ・グラフ (1/22)                   | マルチナ・ナブラチロワ (16/18)       | マルチナ・ナブラチロワ (17/18)         |
| 1988年 | シュテフィ・グラフ (2/22)            | シュテフィ・グラフ (3/22)                   | シュテフィ・グラフ (4/22)            | シュテフィ・グラフ (5/22)              |
| 1989年 | シュテフィ・グラフ (6/22)            | アランチャ・サンチェス・ビカリオ (1/4)      | シュテフィ・グラフ (7/22)            | シュテフィ・グラフ (8/22)              |
| 1990年 | シュテフィ・グラフ (9/22)            | モニカ・セレシュ (1/9)                      | マルチナ・ナブラチロワ (18/18)       | ガブリエラ・サバティーニ               |
| 1991年 | モニカ・セレシュ (2/9)               | モニカ・セレシュ (3/9)                      | シュテフィ・グラフ (10/22)           | モニカ・セレシュ (4/9)                 |
| 1992年 | モニカ・セレシュ (5/9)               | モニカ・セレシュ (6/9)                      | シュテフィ・グラフ (11/22)           | モニカ・セレシュ (7/9)                 |
| 1993年 | モニカ・セレシュ (8/9)               | シュテフィ・グラフ (12/22)                  | シュテフィ・グラフ (13/22)           | シュテフィ・グラフ (14/22)             |
| 1994年 | シュテフィ・グラフ (15/22)           | アランチャ・サンチェス・ビカリオ (2/4)      | コンチタ・マルティネス               | アランチャ・サンチェス・ビカリオ (3/4) |
| 1995年 | マリー・ピエルス (1/2)               | シュテフィ・グラフ (16/22)                  | シュテフィ・グラフ (17/22)           | シュテフィ・グラフ (18/22)             |
| 1996年 | モニカ・セレシュ (9/9)               | シュテフィ・グラフ (19/22)                  | シュテフィ・グラフ (20/22)           | シュテフィ・グラフ (21/22)             |
| 1997年 | マルチナ・ヒンギス (1/5)             | イバ・マヨリ                                | マルチナ・ヒンギス (2/5)             | マルチナ・ヒンギス (3/5)               |
| 1998年 | マルチナ・ヒンギス (4/5)             | アランチャ・サンチェス・ビカリオ (4/4)      | ヤナ・ノボトナ                       | リンゼイ・ダベンポート (1/3)           |
| 1999年 | マルチナ・ヒンギス (5/5)             | シュテフィ・グラフ (22/22)                  | リンゼイ・ダベンポート (2/3)         | セリーナ・ウィリアムズ (1/23)          |
| 2000年 | リンゼイ・ダベンポート (3/3)         | マリー・ピエルス (2/2)                      | ビーナス・ウィリアムズ (1/7)         | ビーナス・ウィリアムズ (2/7)           |
| 2001年 | ジェニファー・カプリアティ (1/3)     | ジェニファー・カプリアティ (2/3)            | ビーナス・ウィリアムズ (3/7)         | ビーナス・ウィリアムズ (4/7)           |
| 2002年 | ジェニファー・カプリアティ (3/3)     | セリーナ・ウィリアムズ (2/23)               | セリーナ・ウィリアムズ (3/23)        | セリーナ・ウィリアムズ (4/23)          |
| 2003年 | セリーナ・ウィリアムズ (5/23)        | ジュスティーヌ・エナン (1/7)                | セリーナ・ウィリアムズ (6/23)        | ジュスティーヌ・エナン (2/7)           |
| 2004年 | ジュスティーヌ・エナン (3/7)         | アナスタシア・ミスキナ                      | マリア・シャラポワ (1/5)             | スベトラーナ・クズネツォワ (1/2)       |
| 2005年 | セリーナ・ウィリアムズ (7/23)        | ジュスティーヌ・エナン (4/7)                | ビーナス・ウィリアムズ (5/7)         | キム・クライシュテルス (1/4)           |
| 2006年 | アメリ・モレスモ (1/2)               | ジュスティーヌ・エナン (5/7)                | アメリ・モレスモ (2/2)               | マリア・シャラポワ (2/5)               |
| 2007年 | セリーナ・ウィリアムズ (8/23)        | ジュスティーヌ・エナン (6/7)                | ビーナス・ウィリアムズ (6/7)         | ジュスティーヌ・エナン (7/7)           |
| 2008年 | マリア・シャラポワ (3/5)             | アナ・イバノビッチ                          | ビーナス・ウィリアムズ (7/7)         | セリーナ・ウィリアムズ (9/23)          |
| 2009年 | セリーナ・ウィリアムズ (10/23)       | スベトラーナ・クズネツォワ (2/2)            | セリーナ・ウィリアムズ (11/23)       | キム・クライシュテルス (2/4)           |
| 2010年 | セリーナ・ウィリアムズ (12/23)       | フランチェスカ・スキアボーネ                | セリーナ・ウィリアムズ (13/23)       | キム・クライシュテルス (3/4)           |
| 2011年 | キム・クライシュテルス (4/4)         | 李娜 (1/2)                                  | ペトラ・クビトバ (1/2)               | サマンサ・ストーサー                   |
| 2012年 | ビクトリア・アザレンカ (1/2)         | マリア・シャラポワ (4/5)                    | セリーナ・ウィリアムズ (14/23)       | セリーナ・ウィリアムズ (15/23)         |
| 2013年 | ビクトリア・アザレンカ (2/2)         | セリーナ・ウィリアムズ (16/23)              | マリオン・バルトリ                   | セリーナ・ウィリアムズ (17/23)         |
| 2014年 | 李娜 (2/2)                           | マリア・シャラポワ (5/5)                    | ペトラ・クビトバ (2/2)               | セリーナ・ウィリアムズ (18/23)         |
| 2015年 | セリーナ・ウィリアムズ (19/23)       | セリーナ・ウィリアムズ (20/23)              | セリーナ・ウィリアムズ (21/23)       | フラビア・ペンネッタ                   |
| 2016年 | アンゲリク・ケルバー (1/3)           | ガルビネ・ムグルサ (1/2)                    | セリーナ・ウィリアムズ (22/23)       | アンゲリク・ケルバー (2/3)             |
| 2017年 | セリーナ・ウィリアムズ (23/23)       | エレナ・オスタペンコ                        | ガルビネ・ムグルサ (2/2)             | スローン・スティーブンス               |
| 2018年 | キャロライン・ウォズニアッキ         | シモナ・ハレプ (1/2)                        | アンゲリク・ケルバー (3/3)           | 大坂なおみ (1/4)                       |
| 2019年 | 大坂なおみ (2/4)                     | アシュリー・バーティ (1/3)                  | シモナ・ハレプ (2/2)                 | ビアンカ・アンドレースク               |
| 2020年 | ソフィア・ケニン                     | イガ・シフィオンテク (1/6)                  |                                      | 大坂なおみ (3/4)                       |
| 2021年 | 大坂なおみ (4/4)                     | バルボラ・クレイチコバ (1/2)                | アシュリー・バーティ (2/3)           | エマ・ラドゥカヌ                       |
| 2022年 | アシュリー・バーティ (3/3)           | イガ・シフィオンテク (2/6)                  | エレーナ・リバキナ                   | イガ・シフィオンテク (3/6)             |
| 2023年 | アリーナ・サバレンカ (1/3)           | イガ・シフィオンテク (4/6)                  | マルケタ・ボンドロウソバ             | コリ・ガウフ (1/2)                     |
| 2024年 | アリーナ・サバレンカ (2/3)           | イガ・シフィオンテク (5/6)                  | バルボラ・クレイチコバ (2/2)         | アリーナ・サバレンカ (3/3)             |
| 2025年 | マディソン・キーズ                   | コリ・ガウフ (2/2)                          | イガ・シフィオンテク (6/6)           |                                        |

- 1986年全豪オープン、2020年のウィンブルドンは開催中止。

| 年間グランドスラム達成 |
| 年間グランドスラム3冠  |
| 年間グランドスラム2冠  |
| †† 12月開催            |

## 優勝回数ランキング
|     | 選手名                             | 合計 | 全豪 | 全仏 | 全英 | 全米 |
| --- | ---------------------------------- | ---- | ---- | ---- | ---- | ---- |
| 1.  | マーガレット・スミス・コート       | 24   | 11   | 5    | 3    | 5    |
| 2.  | セリーナ・ウィリアムズ             | 23   | 7    | 3    | 7    | 6    |
| 3.  | シュテフィ・グラフ                 | 22   | 4    | 6    | 7    | 5    |
| 4.  | ヘレン・ウィルス・ムーディ         | 19   | 0    | 4    | 8    | 7    |
| 5.  | クリス・エバート                   | 18   | 2    | 7    | 3    | 6    |
| 5.  | マルチナ・ナブラチロワ             | 18   | 3    | 2    | 9    | 4    |
| 7.  | スザンヌ・ランラン                 | 12   | 0    | 6    | 6    | 0    |
| 7.  | ビリー・ジーン・キング             | 12   | 1    | 1    | 6    | 4    |
| 9.  | モーリーン・コノリー               | 9    | 1    | 2    | 3    | 3    |
| 9.  | / モニカ・セレシュ                 | 9    | 4    | 3    | 0    | 2    |
| 11. | / モーラ・マロリー                 | 8    | 0    | 0    | 0    | 8    |
| 12. | ドロテア・ダグラス・チェンバース   | 7    | 0    | 0    | 7    | 0    |
| 12. | マリア・ブエノ                     | 7    | 0    | 0    | 3    | 4    |
| 12. | イボンヌ・グーラゴング             | 7    | 4    | 1    | 2    | 0    |
| 12. | ジュスティーヌ・エナン             | 7    | 1    | 4    | 0    | 2    |
| 12. | ビーナス・ウィリアムズ             | 7    | 0    | 0    | 5    | 2    |
| 17. | ブランチ・ビングリー               | 6    | 0    | 0    | 6    | 0    |
| 17. | マーガレット・オズボーン・デュポン | 6    | 0    | 2    | 1    | 3    |
| 17. | ナンシー・ウィン・ボルトン         | 6    | 6    | 0    | 0    | 0    |
| 17. | ルイーズ・ブラフ                   | 6    | 1    | 0    | 4    | 1    |
| 17. | ドリス・ハート                     | 6    | 1    | 2    | 1    | 2    |
| 17. | イガ・シフィオンテク               | 6    | 0    | 4    | 1    | 1    |
| 23. | ロッティ・ドッド                   | 5    | 0    | 0    | 5    | 0    |
| 23. | フランソワーズ・マッソン           | 5    | 0    | 5    | 0    | 0    |
| 23. | シャーロット・クーパー             | 5    | 0    | 0    | 5    | 0    |
| 23. | ダフネ・アクハースト               | 5    | 5    | 0    | 0    | 0    |
| 23. | ヘレン・ジェイコブス               | 5    | 0    | 0    | 1    | 4    |
| 23. | アリス・マーブル                   | 5    | 0    | 0    | 1    | 4    |
| 23. | ポーリーン・ベッツ                 | 5    | 0    | 0    | 1    | 4    |
| 23. | アリシア・ギブソン                 | 5    | 0    | 1    | 2    | 2    |
| 23. | マルチナ・ヒンギス                 | 5    | 3    | 0    | 1    | 1    |
| 23. | マリア・シャラポワ                 | 5    | 1    | 2    | 1    | 1    |

- 優勝数5回以上の選手のみ。
- 選手名青はオープン化以前の選手。
- 優勝数赤は最多優勝。薄色はオープン化以降最多優勝。
- マーガレット・スミス・コートはオープン化以前を除くと優勝回数11回。
- ビリー・ジーン・キングはオープン化以前を除くと優勝回数8回。
- スザンヌ・ランランは全仏オープン国際化以前を除くと優勝回数8回。
- フランソワーズ・マッソン（英語版）は全仏オープン国際化以前の記録。
- 太字は現役選手